# خلیج گوئادوتا
خلیج گوئادوتا (به لاتین: Gudauta Bay) یک خلیج در گرجستان است که در کرانه دریای سیاه و در نزدیکی شهر گوئادوتا واقع شده‌است.